# Dolný Harmanec, Banská Bystrica
Dolný Harmanec este o comună slovacă, aflată în districtul Banská Bystrica din regiunea Banská Bystrica. Localitatea se află la altitudinea de 440 m deasupra n.m., se întinde pe o suprafață de 42,52 km2 și în 2017 număra 249 de locuitori.

## Istoric
Localitatea Dolný Harmanec este atestată documentar din 1540.

## Demografie
| An:                | 1994 | 2004   | 2014    | 2024   |
| ------------------ | ---- | ------ | ------- | ------ |
| Număr de persoane: | 187  | 204    | 246     | 264    |
| Diferență:         |      | +9,09% | +20,58% | +7,31% |

| An:                | 2023 | 2024   |
| ------------------ | ---- | ------ |
| Număr de persoane: | 269  | 264    |
| Diferență:         |      | −1,85% |